# Fremdárové z Pruku
Fremdárové z Pruku (německy Pfreimbter či Pfreimder, von Pruck či Bruck) jsou bavorsko-česká vladycká rodina (původem dolnobavorská nižší šlechta), která byla spřízněna se svobodnými pány Trautenberky z Trautenberka, s nimiž měli i společný erb.

## Historie
Jelikož se tento rod pohyboval na hranici regionální významnosti, zachovalo se o něm velmi málo zpráv a pramenů. Nelze sestavit jasný genealogický strom a po větší část existence nelze ani určit majetkové poměry rodu, jisté je pouze to, že v rodovém držení nikdy nebyl větší majetek.
Nejstarším známým předkem tohoto rodu je Jindřich Pfeimbter (Pfreimbter) z Pernšteina, který je zmiňován v listech waldsasského kláštera z roku 1355. Dalším známým předkem tohoto rodu je Petr Pfeimbter (žil na přelomu 14. a 15. století), který byl rychtářem v Chebu, patrně teprve v tomto období vzniklo spojení s Trautenberky. Další vývoj rodu je nejistý, je známo, že jejich erb používal Jan Pfeimbter, který byl v roce 1424 rychtářem ve Weidenu. Nejvýznamnějšími členy rodu byly jeho synové (podle jiných údajů vnuci) Pavel Fremdár z Pruku a Jošt Fremdár z Pruku. Pavel Fremdár z Pruku byl v letech 1506–1509 purkrabí v Domažlicích, byl patrně starší a bezdětný (nebo jeho děti zemřely před ním). Jošt Fremdár z Pruku vstoupil do služeb Rožmberků pro něž pracoval jako hejtman (1476–1477 v Třeboni, 1478 na Rožmberku a 1489–1495 na Zvíkově. Po roce 1486 získal Vlksice u Tábora, které prodal Zevaldovi Tetourovi z Tetova (pravděpodobně 1490).
Roku 1491 Jošt koupil Rtišovice u Milína, které se tak staly rodovým sídlem. Po jeho smrti Rtišovice drželi Jan († 1548–1553) a Kašpar (zemřel před Janem). Poté se stal dědicem Rtišovic Janův syn Adam († po 1589; manželka Marjána z Malovic), který měl dvě dcery (Annu a Dobrotivu) a syna Jana, který roku 1629 Rtišovice se Solenicemi prodal Jindřichu Hlaváčovi z Vojenic. Po Janově smrti význam rodu upadl a rod je prakticky nečitelný i v hlavní větvi. Za posledního člena bývá považován Adam Vilém Fremdár z Pruku a z Thurnu († po 1722).

## Erb
Erb byl shodný s erbem Trautenberků z Trautenberka měl červený štít s příčným bílým pruhem, s třemi modrými špicemi.